# Sankt Jørgen
Sankt Jørgen (Jørgen den hellige, Sankt Georg, Ridder Jørgen, latin: Sanctus Georgius) var (ca. 275-280 - 23. april 303) og er en kristen martyr i Palæstina under kejser Diocletians forfølgelser. Han er desuden helgen med helgendag 23. april.
Kun lidt er kendt om Sankt Jørgens liv. Han blev født i Kappadokien i det nuværende Tyrkiet. Som officer i Diocletians hær vandt han stor respekt og fik indflydelse ved det kejserlige hof. Det lykkedes ham at omvende kejserinde Alexandra til kristendommen, og det kan have foranlediget den ellers hidtil tolerante kejser Diocletian, der regerede 284 – 305, til sin blodige forfølgelse af de kristne. I 303 blev Jørgen pågrebet, tortureret og henrettet sammen med Alexandra uden for byen Diospolis i Palæstina.
Legenden fortæller, at Jørgen reddede en by en jomfru eller prinsesse i byen fra en hadefuld drage. Til tider har man ment, at prinsessen var den hellige Margaretha.
Sankt Jørgen er flittigt anvendt som symbol i Rusland. Egentlig er han Moskvas skytshelgen, og han kan findes blandt andet i det russiske nationalvåben. Han er også skytshelgen for England, Portugal, Catalonien, Litauen, Serbien, Bulgarien, Montenegro, Georgien, Etiopien, Freiburg im Breisgau, Genova, Lod og spejderbevægelsen.
I Danmark er flere kirker viet til Sankt Jørgen.
I middelalderen påkaldtes Sankt Jørgen (Sankt Georg) mod spedalskhed, og uden for mange danske byer fandtes en Sankt Jørgens Gård eller et Sankt Jørgens Hospital. Sankt Jørgens Gård og Sankt Jørgens Hospital findes stadig i flere byer som i Aakirkeby og Kolding, hvor Sct. Jørgens Gård er foreningslivets hus. Ligeledes er navnet Sankt Jørgen fra Sankt Jørgens Gård eller Hospital i tidens løb 'smittet af' på navne eller stednavne i lokalområdet. Således f.eks. Sankt Jørgens Sø i København og Sankt Jørgensbjerg i Roskilde.
Ordet Sankt kan forkortes til Skt., Sct. eller St., og ved søgning på navne der indeholder Sankt Jørgen bør formerne Skt. Jørgen, Sct. Jørgen og St. Jørgen også forsøges. I ældre litteratur som "Kjøbenhavns Historie og Beskrivelse I", 1877, af Oluf August Nielsen bruges også formen S. Jørgen fx i S. Jørgens Hospital.
Ligesom Sankt Jørgen er det 'fordanskede' navn for Sankt Georg (George eller Georgius), er navnet på Sankt Georg tilpasset andre sprog. Således Sankt Göran på svensk og San Jorge på spansk.
Sankt Jørgen mindes og fejres den 23. april. På øen Büyükada nær Istanbul ligger der et ortodokst kloster, der er tilegnet Sankt Jørgen.

## Galleri
- Skulptur af Bernt Notke (1400-tallet) i Stockholms Storkirke
- Sankt Jørgen & Dragen i Broager Kirke

## Ekstern henvisning
- Legenden om Sankt Jørgen (Svenska kyrkan)